# マリアーノ・エスコベド

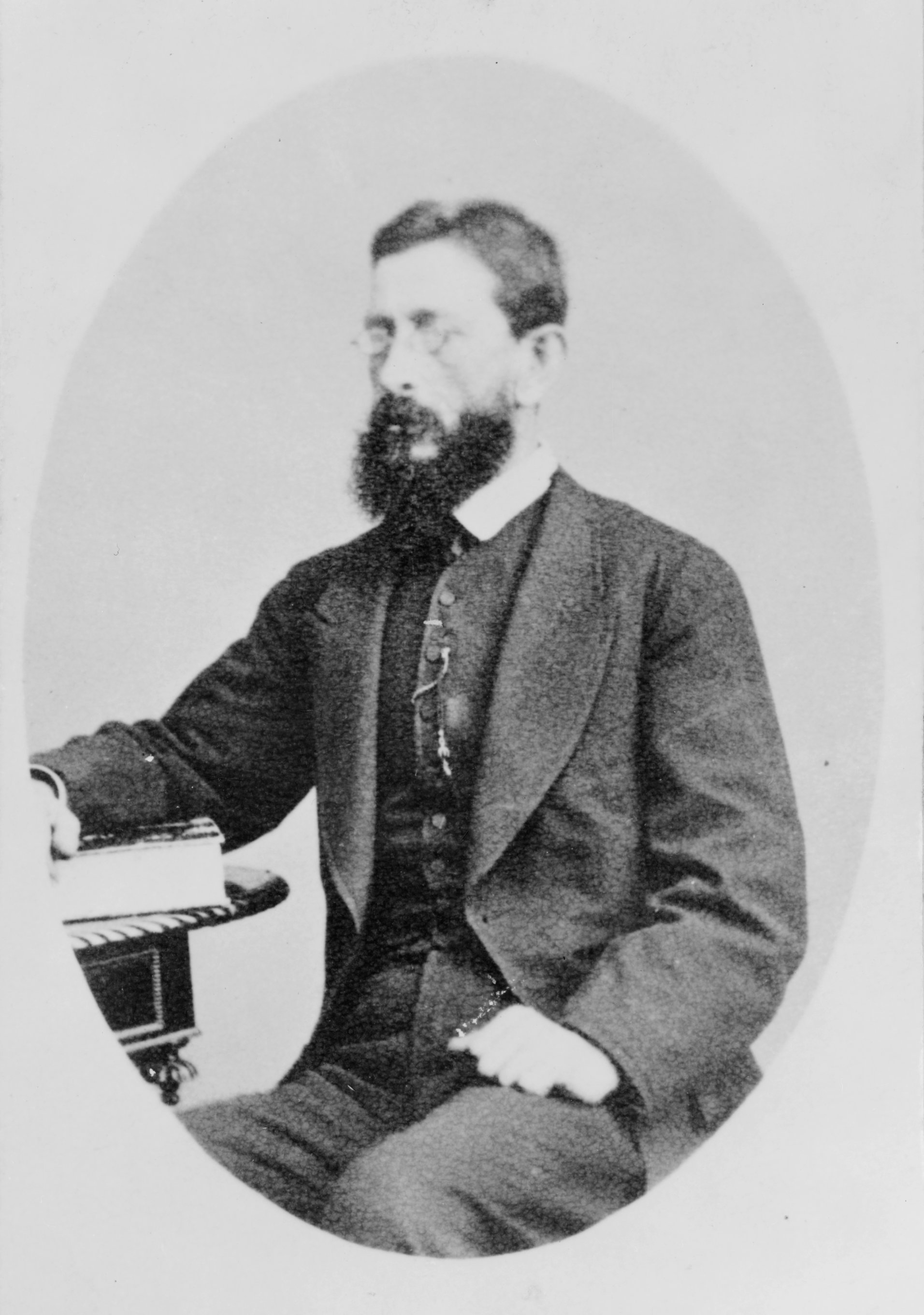

マリアーノ・アントニオ・グアダルーペ・エスコベド・デ・ラ・ペーニャ（スペイン語: Mariano Antonio Guadalupe Escobedo de la Peña, 1826年1月16日 - 1902年5月2日）は、メキシコの軍人。ヌエボ・レオン州知事。

## 生い立ち
マリアーノ・エスコベドは1826年1月16日にヌエボ・レオン州のSan Pablo de los Labradores(いまのガレアナ), で生まれた。
彼はマヌエル・エスコベド、リタ・デ・ラ・ペーニャ夫妻の間に生まれた6人の子どもの末子であった。

## 軍歴
1854年に、彼は、アントニオ・ロペス・デ・サンタ・アナの独裁政権を終わらせようとするアユトラ綱領と自由主義法を守った。
フランスのメキシコ出兵では、彼は1862年5月5日のプエブラの戦いに従軍し、その活躍が評価され、騎兵隊の大佐に昇進した。
のちに、彼は将軍に昇進し、フランス軍と戦う軍隊を組織し、彼らを破り、1867年にはケレタロでメキシコ皇帝マクシミリアンを捕えている。 
ベニート・フアレス政権下では、マリアーノ・エスコベドは北部方面の最高司令官に指名され、メキシコ共和国の復帰後の1875年には彼はいくつかの州の知事と軍事長官であった。
加えて、軍事裁判の最高裁判所の長官を務めていた。 
ポルフィリオ・ディアスが大統領の地位に就いたことによって、彼はアメリカ合衆国へ亡命を余儀なくされた。そこから、彼は独裁者に対する反乱軍を組織した。そのために1878年に彼は投獄され、1902年5月22日にメキシコで死んだ。

## 記念
マリアーノ・エスコベドの名はメキシコ各地の地名などに命名されている。
- メキシコシティのヘネラル・マリアノ・エスコベド通り
- モンテレイ国際空港の別名「ヘネラル・マリアノ・エスコベド国際空港」
- メヒコ州の都市、トゥルティトラン・デ・マリアノ・エスコベド（英語版）
- ヌエボ・レオン州のムニシピオ、ヘネラル・エスコベド（英語版）
- ベラクルス州のムニシピオ、マリアーノ・エスコベド (ベラクルス州)（英語版）
- サン・ルイス・ポトシ州のムニシピオ、タンキアン・デ・エスコベド（英語版）
- メキシコ海軍の哨戒艦の名  (es:ARM Escobedo (PO-103))

など。

## 参照
- w:General Mariano Escobedo International Airport